# Боище
Боище (на македонска литературна норма: Боиште) е село в община Демир Хисар, Северна Македония.

## География
Боище е планинско село, разположено на 925 m надморска височина близо до изворите на Боищката река и седловината, в която се срещат Плакенската планина и рида на Бигла Илиница. Землището на Боище е 22 km2, от които горите заемат най-голяма площ 1176,1 ha, пасищата са 495,2 ha, а обработваемите земи 43,5 ha.
В селото има стара възрожденска църква „Свети Георги“ от 1850 година, също стара малка каменна „Света Петка“ и по-нова „Свети Атанасий“.

## История
В XIX век Боище е българско село в Битолска кааза, нахия Демир Хисар на Османската империя. Според статистиката на Васил Кънчов („Македония. Етнография и статистика“) от 1900 година Бойща има 650 жители, всички българи християни.
На Етнографската карта на Битолския вилает на Картографския институт в София от 1901 година Боища е чисто българско село в Битолската каза на Битолския санджак с 80 къщи.
Цялото население на селото е под върховенството на Българската екзархия. По данни на секретаря на екзархията Димитър Мишев („La Macédoine et sa Population Chrétienne“) в 1905 година в Боища има 720 българи екзархисти и работи българско училище. На 30 април 1905 повече от 150 андарти пленяват въглищари работници от селото и ги избиват с ножове.
В 1948 година селото има 686 жители. В 1961 година – 495 жители, които през 1994 драстично намаляват на 22, а според преброяването от 2002 година селото има 7 жители.

## Личности
Родени в Боище
- Георги Петров Талев, български революционер, деец на ВМОРО[8]
- Даме Петров, български революционер, деец на ВМОРО[9]
- Марко Боищки, хайдутин от XVII век
- Наум Георгиев, български опълченец. За записване в Опълчението пристига от Кузмин, Румъния, и на 20 май 1877 година постъпва в IV рота на VI дружина. На 12 юни е прехвърлен във  II рота. След уволнението си на 12 юни 1878 година заминава за Кюстендил. Установява се да живее в софийското село Требич.[10]
- Петре Марков Ангелев, български революционер, деец на ВМОРО[11]
- Тале Димов Ангелев, български революционер, деец на ВМОРО[11]
- Тале Тодоров Дойчинов, български революционер, деец на ВМОРО[12]
- Тале Христов Трайков, български революционер, деец на ВМОРО[8]